# Sunds distrikt
Sunds distrikt är ett distrikt i Ydre kommun och Östergötlands län. 
Distriktet ligger i centrala delen av kommunen. 

## Tidigare administrativ tillhörighet
Distriktet inrättades 2016 och utgörs av socknen Sund i Ydre kommun.
Området motsvarar den omfattning Sunds församling hade vid årsskiftet 1999/2000.